# Exene Cervenka

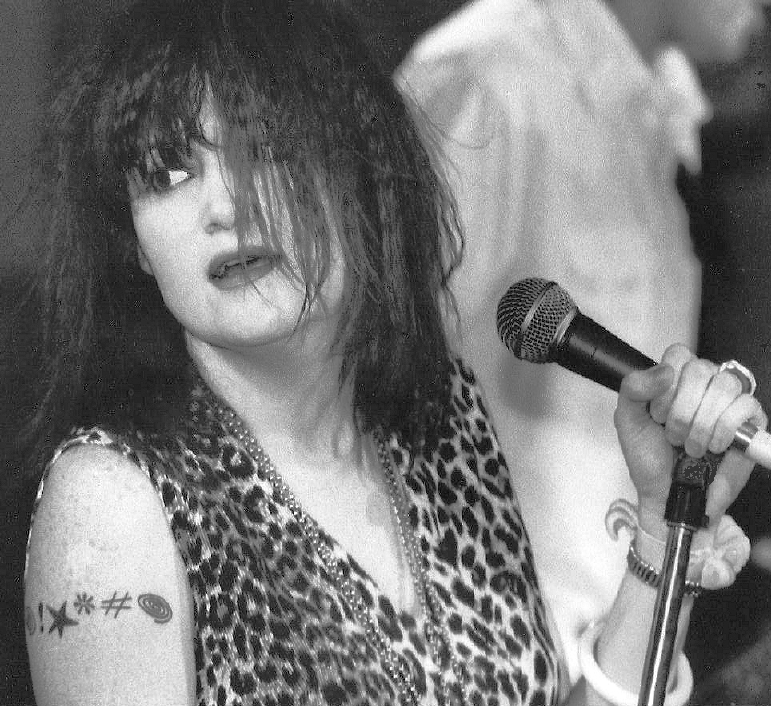
Cervenka in einem Nachtclub (1986)

Exene Cervenka (* 1. Februar 1956 in Chicago, Illinois als Christine Červenková) ist eine US-amerikanische Musikerin und Schriftstellerin. Sie sang in der Westcoast-Punk Band X.

## Leben
Christine Cervenka wuchs in Tallahassee, Florida auf und zog 1976 nach Santa Monica. Mit dem Musiker John Doe, den sie beim renommierten Venice Poetry Workshop im Beyond Baroque getroffen hatte und mit Billy Zoom und D. J. Bonebrake gründete Exene Cervenka 1977 X. Exene und John Doe, die 1980 geheiratet hatten, schrieben die Songs der Gruppe wie Johny Hit and Run Paulene, Sex and Dying in High Society, Los Angeles, We're Desperate, The Once-over Twice In this House That I Call Home, The Big Wolf, The Have-Nots oder White Girl.
Ihre Ehe mit John Doe wurden 1985 geschieden. Sie heiratete 1987 in zweiter Ehe den Schauspieler Viggo Mortensen. Das Paar trennte sich 1992 und wurde 1997 geschieden. Cervenka und Mortensen haben einen Sohn.

## Diskografie
| - 1980: Los Angeles - 1981: Wild Gift - 1982: Under the Big Black Sun - 1983: More Fun in the New World - 1986: Ain't Love Grand! - 1987: See How We Are - 1988: Live at the Whisky a Go-Go - 1993: Hey Zeus! - 1995: Unclogged - 1997: Beyond and Back: The X Anthology - 2004: The Best: Make the Music Go Bang! - 2005: Live In Los Angeles | - 1985: Poor Little Critter On The Road – The Knitters - 1997: Life Could Be A Dream – Auntie Christ - 2002: Original Sinners – Original Sinners - 2005: The Modern Sounds Of The Knitters – The Knitters - 1989: Old Wives' Tales - 1990: Running Sacred - 1996: Surface To Air Serpents - 2006: Sev7en feat. Original Sinners - 2009: Somewhere Gone |